# Karate-Europameisterschaften 2001
Die 36. Karate-Europameisterschaften der European Karate Federation wurden vom 11. bis 13. Mai 2001 in Sofia, Bulgarien ausgetragen.

## Medaillen Herren

### Einzel
| Kategorie     | Gold                  | Silber            | Bronze                                       |
| ------------- | --------------------- | ----------------- | -------------------------------------------- |
| Kata          | Luca Valdesi          | Lucio Maurino     | Joël Carpin Javier Hernandez Alonso          |
| Kumite –60 kg | Davíd Luque Camacho   | Milo Hodge        | Predrag Bajic Michal Sebesta                 |
| Kumite –65 kg | Alexandre Biamonti    | Bahattin Kandaz   | Jason Ledgister Angel Ramiro Molina          |
| Kumite –70 kg | Oscar Vázquez Martins | Anthony Boelbaai  | Junior Lefevre Haldun Alagas                 |
| Kumite –75 kg | Genmaro Talarico      | Adnan Hadzic      | Olivier Beaudry Iván Leal                    |
| Kumite –80 kg | Tomas Herrero Barcelo | Daniël Sabanovic  | Yann Baillon Salvatore Loria                 |
| Kumite +80 kg | Seydina Baldé         | Leon Walters      | Davide Benetello Stefano Maniscalco          |
| Kumite Open   | David Feli            | Daniël Sabanovics | Konstantinos Papadopoulos Predrag Stojadinov |

### Mannschaft
| Kategorie | Gold       | Silber  | Bronze            |
| --------- | ---------- | ------- | ----------------- |
| Kata      | Spanien    | Italien | Frankreich Türkei |
| Kumite    | Frankreich | Spanien | England Italien   |

## Medaillen Damen

### Einzel
| Kategorie     | Gold              | Silber                    | Bronze                                    |
| ------------- | ----------------- | ------------------------- | ----------------------------------------- |
| Kata          | Myriam Szkudlarek | Petra Nová                | Miriam Cogolludo de la Herras Marié Niino |
| Kumite –53 kg | Estefania García  | Nadia Mecheri             | Stefania Sandu Vanessa Ruiz               |
| Kumite –60 kg | Nathalie Leroy    | Leyla Coskun              | Nicole Jacobs Petra Piskscova             |
| Kumite +60 kg | Laurence Fischer  | Gloria Casanova Rodriguez | Tania Weekes Sara Grbic                   |
| Kumite Open   | Nadine Ziemer     | Tessy Scholtes            | Cristina Feo Gomez Vanian Vrhovec         |

### Mannschaft
| Kategorie | Gold    | Silber  | Bronze                                                               |
| --------- | ------- | ------- | -------------------------------------------------------------------- |
| Kata      | Spanien | Italien | Deutschland Monja Kimmich Schahrzad Mansouri Claudia Völk Frankreich |
| Kumite    | Türkei  | England | Spanien Frankreich                                                   |

## Medaillenspiegel
| Platz | Land                    | Gold | Silber | Bronze | Gesamt |
| ----- | ----------------------- | ---- | ------ | ------ | ------ |
| 1     | Spanien                 | 7    | 2      | 6      | 15     |
| 2     | Frankreich              | 6    | 1      | 7      | 14     |
| 3     | Italien                 | 2    | 3      | 4      | 9      |
| 4     | Türkei                  | 1    | 2      | 2      | 5      |
| 5     | Deutschland             | 1    | 0      | 3      | 4      |
| 6     | England                 | 0    | 3      | 3      | 6      |
| 7     | Niederlande             | 0    | 3      | 0      | 3      |
| 8     | Tschechien              | 0    | 1      | 1      | 2      |
| 9     | Bosnien und Herzegowina | 0    | 1      | 0      | 1      |
|       | Luxemburg               | 0    | 1      | 0      | 1      |
| 11    | Jugoslawien             | 0    | 0      | 5      | 5      |
| 12    | Griechenland            | 0    | 0      | 1      | 1      |
|       | Rumänien                | 0    | 0      | 1      | 1      |
|       | Slowakei                | 0    | 0      | 1      | 1      |
| Total | Total                   | 17   | 17     | 34     | 68     |

1966 |
1967 |
1968 |
1969 |
1970 |
1971 |
1972 |
1973 |
1974 |
1975 |
1976 |
1977 |
1978 |
1979 |
1980 |
1981 |
1982 |
1983 |
1984 |
1985 |
1986 |
1987 |
1988 |
1989 |
1990 |
1991 |
1992 |
1993 |
1994 |
1995 |
1996 |
1997 |
1998 |
1999 |
2000 |
2001 |
2002 |
2003 |
2004 |
2005 |
2006 |
2007 |
2008 |
2009 |
2010 |
2011 |
2012 |
2013 |
2014 |
2015 |
2016 |
2017 |
2018 |
2019 |
2020 |
2021 |
2022 |
2023 |
2024 |
2025